# Timothy Norton
Timothy John Norton SVD (ur. 24 lipca 1958 w Sydney) – australijski duchowny katolicki, biskup pomocniczy Brisbane w latach 2022-2024, biskup Broome od 2024.  

## Życiorys
Święcenia kapłańskie przyjął 2 maja 1991 w zakonie werbistów. Przez kilka lat pracował duszpastersko w Meksyku, a w 1996 powrócił do kraju i pełnił funkcje m.in. dyrektora programu duszpasterskiego SILOAM, prefekta i kierownika formacji w zakonnym scholastykacie w Melbourne oraz prowincjała. Od 2014 był dyrektorem ośrodka misyjnego we włoskim Nemi.
11 listopada 2021 papież Franciszek mianował go biskupem pomocniczym archidiecezji Brisbane oraz biskupem tytularnym Madaurus. Sakry udzielił mu 22 lutego 2022 arcybiskup Mark Coleridge. 14 października 2024 został przeniesiony na urząd biskupa diecezji Broome. 